# Makenzie Vega
Makenzie Jade Vega (* 10. Februar 1994 in Los Angeles, Kalifornien) ist eine US-amerikanische Schauspielerin.

## Leben
Makenzie Vega ist die Tochter eines Kolumbianers und einer US-Amerikanerin. Ihre ältere Schwester ist die Schauspielerin Alexa Vega. Sie hat zwei weitere Schwestern, Krizia und Greylin, und eine Halbschwester, Margaux. Sie wuchs zusammen mit ihrer Mutter Gina Rue, ihrem Stiefvater Eric James und ihren drei Schwestern in Los Angeles auf.
Im Alter von fünf Jahren spielte Makenzie Vega in ihrer ersten Rolle in dem Fernsehfilm Dr. Quinn – Ärztin aus Leidenschaft:Der Film mit. Anschließend hatte sie mehrere Auftritte in der Sitcom The Geena Davis Show als jüngste Tochter von Teddie Cochran, dargestellt von Geena Davis. 2001 gewann sie für ihre Darstellung der Annie Campbell in Family Man – Eine himmlische Entscheidung einen Young Artist Award sowie eine Nominierung für einen PFCS Award. Von 2009 bis 2016 gehörte sie als Grace, Tochter von Alicia Florrick (Julianna Margulies), zur Hauptbesetzung der Fernsehserie Good Wife. Für diese Rolle wurde sie 2010 als Beste wiederkehrende Schauspielerin in einer Fernsehserie und 2011 als Beste Nebendarstellerin in einer Fernsehserie für den Young Artist Award nominiert.
Seit Anfang Februar 2017 ist sie mit dem australischen Model Blair Norfolk verheiratet.

## Filmografie
- 1999: Dr. Quinn – Ärztin aus Leidenschaft: Der Film (Dr. Quinn Medicine Woman: The Movie, Fernsehfilm)
- 2000: Family Man – Eine himmlische Entscheidung (The Family Man)
- 2000–2001: The Geena Davis Show (Fernsehserie, 22 Folgen)
- 2001: Made
- 2004: Saw
- 2004: Chestnut – Der Held vom Central Park (Chestnut: Hero of Central Park)
- 2005: Sin City
- 2006: Zum Glück geküsst (Just My Luck)
- 2006: X-Men: Der letzte Widerstand (X-Men: The Last Stand)
- 2006: Justice – Nicht schuldig (Justice, Fernsehserie, 2 Folgen)
- 2006: Im Land der Frauen (In the Land of Women)
- 2007: Ghost Whisperer – Stimmen aus dem Jenseits (Ghost Whisperer, Fernsehserie, Folge 3x9 Hör mit deinem Herzen)
- 2009: Emergency Room – Die Notaufnahme (ER, Fernsehserie, Folge 15x21 Herzensangelegenheiten)
- 2009–2016: Good Wife (The Good Wife, Fernsehserie, 103 Folgen)
- 2014: The Assault (Fernsehfilm)
- 2016: Fender Bender
- 2016: Pretty Little Dead Girl (Fernsehfilm)
- 2018: The Beach House (Fernsehfilm)
- 2018: Tote Mädchen lügen nicht (13 Reasons Why, Fernsehserie, 2 Folgen)
- 2018: Love, of Course (Fernsehfilm)
- 2018: Tomboy (Fernsehfilm)
- 2020: InstaPsycho (Fernsehfilm)
- 2022: Exploited

## Auszeichnungen und Nominierungen
| Jahr | Auszeichnung                        | Für                                       | Kategorie                                                                            | Resultat  |
| ---- | ----------------------------------- | ----------------------------------------- | ------------------------------------------------------------------------------------ | --------- |
| 2001 | Phoenix Film Critics Society Awards | Family Man – Eine himmlische Entscheidung | Best Performance by a Youth in a Leading or Supporting Role                          | Nominiert |
| 2001 | Young Artist Award                  | Family Man – Eine himmlische Entscheidung | Best Performance in a Feature Film – Young Actress Age Ten or Younger                | Gewonnen  |
| 2001 | Young Artist Award                  | The Geena Davis Show                      | Best Performance in a TV Series (Comedy or Drama) – Young Actress Age Ten or Younger | Nominiert |
| 2010 | Young Artist Award                  | Good Wife                                 | Best Performance in a TV Series (Comedy or Drama) – Recurring Young Actress          | Nominiert |
| 2011 | Young Artist Award                  | Good Wife                                 | Best Performance in a TV Series (Comedy or Drama) – Supporting Young Actress         | Nominiert |
| 2010 | Screen Actors Guild Awards          | Good Wife                                 | Outstanding Performance by an Ensemble in a Drama Series                             | Nominiert |
| 2011 | Screen Actors Guild Awards          | Good Wife                                 | Outstanding Performance by an Ensemble in a Drama Series                             | Nominiert |
| 2012 | Screen Actors Guild Awards          | Good Wife                                 | Outstanding Performance by an Ensemble in a Drama Series                             | Nominiert |